# Syntherata godefroyi
Syntherata godefroyi är en fjärilsart som beskrevs av Butler 1882. Syntherata godefroyi ingår i släktet Syntherata och familjen påfågelsspinnare. Inga underarter finns listade i Catalogue of Life.